# Aydınspor
Aydınspor is een voetbalclub opgericht in 1966 te Aydın, de gelijknamige hoofdstad van de provincie Aydın, Turkije. De clubkleuren zijn zwart en wit. De thuisbasis van Aydınspor is het Aydın 1 No'lu Saha. Aydınspor speelt in de amateur competitie van Aydın. Deze club moet niet verward worden met de in 1993 opgerichte Aydınspor 1923.

## Geschiedenis
In 1966 voegden de plaatselijke sportverenigingen Akınspor, Esnafspor en Hilalspor zich tot Aydınspor. Deze vier clubs worden gerepresenteerd in het logo als een luzerne met vier blaadjes. De clubkleuren representeren de zwarte olijven uit de provincie en de witte kantoenplantages in de laagvlaktes van Aydın.
Aydınspor heeft van 1990 tot en met 1993 in de Süper Lig gevoetbald. De club werd in 1992 vijfde van Turkije, maar de meeste Turkse voetballiefhebbers zullen Aydınspor herinneren van hun eerste competitiewedstrijd tegen Fenerbahçe SK. Aydınspor won die wedstrijd onder leiding van trainer Mehmet Necdet Zorluer namelijk met 1-6. Dit was en is nog steeds een record; Fenerbahçe heeft in de Süper Lig tot op heden nog nooit met zes tegendoelpunten verloren. Overigens was Guus Hiddink de trainer van het toenmalige Fenerbahçe. İlker Yağcıoğlu, die drie keer scoorde, zou twee jaar later de overstap naar Fenerbahçe maken om zo jaren het tenue van die club te dragen. Hij zou het ook tot Turks international schoppen.
Met de jaren kwam ook het verval. In 2009 moest de club afscheid nemen van de profcompetities, doordat ze als zevende eindigden in de 2e Klassementsgroep van de 3. Lig en degradatie een feit was.

Aydın ligt in de Egeïsche Zeeregio

### Gespeelde Divisies
- Süper Lig: 1990-1993
- 1. Lig: 1966-1984, 1985-1990, 1993-2002
- 2. Lig: 1984-1985, 2002-2006
- 3. Lig: 2006-2009
- Amateurs: 2009-

## Bekende (ex-)spelers
- Musa Kadri Muro
- Ali Akdeniz
- Necati Ateş
- Osman Özköylü
- İlker Yağcıoğlu
- Djamel Amani
- Tahar Chérif El-Ouazzani
- Kamel Kadri
- Khaled Lounici